# Order Cyryla i Metodego
Order Cyryla i Metodego (bułg. Орден Кирил и Методий) – odznaczenie państwowe nadawane w Ludowej Republice Bułgarii.
Order został ustanowiony 13 grudnia 1950 w nawiązaniu do Orderu Świętych Cyryla i Metodego, nazwany tak na cześć Cyryla i Metodego, twórców słowiańskiego alfabetu zwanego głagolicą. Nadawany był za wybitne osiągnięcia w dziedzinach nauki, edukacji i kultury obywatelom bułgarskim i obcokrajowcom. Zniesiony wraz z większością komunistycznych odznaczeń 21 marca 1991. W kolejności starszeństwa zajmował siódme miejsce poniżej Orderu 13 Wieków Bułgarii, a powyżej Orderu Jeźdźca z Madary.
Odznaka miała formę medalu wieszanego na jasnoniebieskiej wstążce orderowej składanej na sposób rosyjski w pięciokąt. Order dzielił się na trzy klasy:
- I klasa – złoty medal z postaciami Cyryla i Metodego na czerwonym tle,
- II klasa – złoty medal z niebieskim tłem za świętymi,
- III klasa – srebrny medal z tłem emaliowanym na niebiesko[1][2].

Baretka odznaczenia była w kolorze wstążki.